# Дроздова, Инга Вадимовна
И́нга Вади́мовна Дроздо́ва (род. 14 декабря 1975, Рига) — российская фотомодель и певица.

## Биография
Родилась 14 декабря 1975 года в Риге. Отец — Вадим Алексеевич Дроздов, русский. Мать — Майя Игоревна, литовка.
Училась в английской спецшколе, которую окончила с серебряной медалью.

### Карьера модели
Стала «девушкой месяца» американского Playboy в ноябре 1997 года. Фотографии помещались на центральном развороте журнала.
В июне 1997 года и феврале 1998 года была на обложке российского Playboy.

### Музыкальная карьера
Работала со Владом Сташевским и Юрием Айзеншписом.
Записала несколько песен и снялась в нескольких клипах: «Жажда», «Ангел мой», «Горькие губы», «Perfect love».
Оставив музыкальную карьеру, уехала учиться на юриста в Австралию в университет Bond.
В настоящее время проживает в США.
Замужем за австралийским бизнесменом по имени Вилли.